# George Gardner
George Gardner (niekiedy pisany George Gardiner, ur. 17 marca 1877 w Lisdoonvarna w hrabstwie Clare, zm. 8 lipca 1954 w Chicago) – irlandzki bokser, były zawodowy mistrz świata kategorii półciężkiej.
Mieszkał i startował w Stanach Zjednoczonych, głównie w Chicago.
Rozpoczął karierę zawodowego boksera w 1897. Szybko zdobył reputację utalentowanego pięściarza. 4 lipca 1901 w San Francisco pokonał przez techniczny nokaut w 3. rundzie Jacka Moffata w pojedynku, który był określany przez prasę jako walka o mistrzostwo świata w wadze średniej. Powszechnie uznawanym mistrzem tej kategorii był jednak wówczas Tommy Ryan. We wrześniu tego roku Gardner został pokonany przez Joe Walcotta.
31 stycznia 1902 przegrał przez dyskwalifikację z Jackiem Rootem. 25 kwietnia tego roku pokonał Joe Walcotta, a 18 sierpnia zrewanżował się Rootowi wygrywając przez w 17 rundzie. Pojedynki z Rootem uznawane są niekiedy za walki o mistrzostwo świata w kategorii półciężkiej z limitem wagowym 165 funtów.
W następnej walce Gardner spotkał się 31 października 1902 z czarnoskórym Jackiem Johnsonem, przyszłym zawodowym mistrzem świata w wadze ciężkiej, przegrywając na punkty po 20 rundach. W kwietniu 1904 Gardner wygrał z Peterem Maherem, a 13 maja w Louisville pokonał Marvina Harta. 
4 lipca 1903 w Fort Erie Gardner znokautował w 12. rundzie Jacka Roota i odebrał mu niedawno utworzony tytuł mistrza świata kategorii półciężkiej. Stracił go jednak w następnej walce, którą przegrał na punkty z 41 letnim Bobem Fitzsimmonsem  21 listopada 1903 w San Francisco. Tym samym Fitzsimmons został mistrzem świata w trzeciej kategorii wagowej (po wagach średniej i ciężkiej).
W 1904 Gardner stoczył kilka pojedynków ze znanymi pięściarzami. M.in. zremisował z Marvinem Hartem i Firemanem Jimem Flynnem, pokonał Jima Jeffordsa oraz zremisował i przegrał z Jackiem Rootem. Od 1905 walczył sporadycznie, przeważnie przegrywając. Ostatni pojedynek bokserski stoczył w 1910. 